# Střítež nad Ludinou
Pour les articles homonymes, voir Střítež.
Střítež nad Ludinou (en allemand : Ohrensdorf) est une commune du district de Přerov, dans la région d'Olomouc, en République tchèque. Sa population s'élevait à 843 habitants en 2020.

## Géographie
Střítež nad Ludinou est arrosée par la Ludina, un affluent de la Bečva, et se trouve à 7 km au nord du centre de Hranice, à 27 km au nord-est de Přerov, à 35 km à l'est d'Olomouc et à 244 km à l'est-sud-est de Prague.
La commune est limitée par Jindřichov au nord et au nord-est, par Bělotín à l'est, par Hranice au sud, et par Olšovec au sud-ouest et à l'ouest, et par Partutovice à l'ouest.

## Histoire
La première mention écrite de la localité date de 1371.

## Transports
Par la route, Střítež nad Ludinou se trouve à 5 km de Lipník nad Bečvou, à 15 km de Přerov, à 32 km de Zlín, à 40 km d'Olomouc et à 300 km de Prague.